# Wendy Braga
Wendy Karina Braga Peraza (Mérida, Yucatán; 25 de abril de 1981) es una actriz, bailarina, modelo y conductora de televisión mexicana.

## Biografía
Licenciada en ciencias de la comunicación, desde los 4 años de edad estudió ballet, bailando profesionalmente para la Compañía Nacional de Cuba en Mérida. A los 18 años, abrió una academia de baile de la que también es directora artística.
En 1999, inició su carrera como presentadora del programa de televisión Efecto Joven en canal 13 de la ciudad de Mérida. En 2002, presentó el programa Carnaval Superior Mérida de TV Azteca Mérida y en 2003 condujo Aquí en el 2 de Televisa Mérida.
En el mismo año, Braga participó en el reality show de actores de TV Azteca Estrellas de novela, representando a su entidad federativa Yucatán dentro del reality. Se le da la oportunidad de presentar el programa Hit popular, en 2004. Obtuvo la licenciatura en Ciencias de la Comunicación y, en 2005, la especialidad en Cine, Radio, Televisión y Periodismo, ambos títulos otorgados por la Universidad Anáhuac.
En 2009, fue elegida para ser la imagen de Yucatán en el Bicentenario, como parte de una campaña promovida por TV Azteca para promocionar los atractivos turísticos y naturales en México.
En el 2014, se internacionaliza, trabajando con los Hermanos Dufour como protagonista de la película Freaking actors, de producción Francesa, y en la serie Fairy Goodmother producida por Michael Mendehlsonn (Matrix, Romeo y Julieta), bajo la dirección del nominado director mallorquín Biel Fuster y coestelarizando a lado del actor Terrence Howard.
En 2016, ingresa a las filas de Televisa, iniciándose como conductora junto a Ariel Miramontes "Albertano" en el programa Naucalpan Son Machin.
A finales de ese mismo año, se convierte en la conductora del conteo Las más picudas del canal de música regional-mexicano, Bandamax, propiedad de Televisa.

## Filmografía

### Televisión
- Estrellas de novela (2003) - Participante
- Hit popular (2004) Presentadora
- Elektrízate (2005) - Conductora
- Amor sin condiciones (2006) - Elisa
- Alma legal (2008) - Yvonne
- Cambio de vida (2008-2009) - Marlene
- Decisiones extremas (2009) - Estela de la noche
- El gran desafío (2009)
- Quiéreme tonto (2010) - Lolita
- Para todos (2010) - Invitada
- Ya cayó renovado (2010) - Presentadora.
- Password, la palabra secreta (2011) - Invitada
- Pinche Pancho (2012)
- México baila (2013) - Participante
- Fairy Good Mother (2014) Principal
- Como dice el dicho  (2016) - Tania
- Las más picudas de Bandamax (2016) Presentadora
- Nosotros los guapos (2017) - María Guadalupe "Lupita"
- Tenías que ser tú  (2018) - María
- Like (2018-2019) - Brenda Santiago de Rubio[7]
- Vecinos (2019) - Mireya
- Relatos macabrones (2020) - Novia[8]
- El Inframundo (2021) Ella misma[9]
- Esta historia me suena (2021)[10]
- Riquísimos, por cierto (2025) - Leopoldina[11]

### Películas
- La Santa Muerte (2007) Cecilia
- Volando bajo (2013)
- Freaking Actors (2014) Karina (estelar)

## Obras teatrales
- 2013 Princesas desesperadas del dramaturgo Tomás Urtusástegui. Producción José Garza y Noé Nolasco.
- 2015 Historias de burdel, producción Alejandra Victorino y José Garza. Con la participación de Lía Ferré, Moisés Araiza, Gabriela Carrillo, Alejandra Tribiani.
- 2015 Sophia bailarina Teatro en corto.
- 2015 Zapatos rotos Producción Julio Manino.
- 2015 Jasón y Medea, Adaptación Itzel Ramos, producción Ernesto Godoyo y Carmen Castro, con la participación de Charly López, Abraham Ramos y Claudia Aline.
- 2017 Bajo terapia México del dramaturgo Matías del Federico, producción de Mejor teatro, Moris Gilbert y Ocesa Teatro, con la participación de Arath de la Torre, Yolanda Ventura, Luis Arrieta- en el personaje de Tamara.
- 2018 A oscuras me da risa Gou Producciones
- 2018 Cats[12]

## Modelaje
- 2010 Imagen del Bicentenario[6]

## Educación
- 2006 Licenciada en comunicación Universidad de Mayab.